# André Baudry
André Baudry (Rethondes, Francia; 31 de agosto de 1922-Nápoles, Italia; 1 de febrero de 2018) fue un editor y profesor de filosofía francés, creador de la revista homófila Arcadie.

## Biografía
Se interesó por el debate sobre la sexualidad tras la publicación del Informe Kinsey en 1948, el Le Deuxième Sexe («El segundo sexo») de Simone de Beauvoir en 1952 y de la tesis teológica titulada Vie Chrétienne et problèmes de la sexualité («Vida cristiana y problemas de la sexualidad») del abate Oraison ese mismo año. La tesis, que tomaba claramente posición por una actitud más comprensiva de la Iglesia frente a la homosexualidad, fue incluida en el Index Librorum Prohibitorum al año siguiente.
La revista creada por André Baudry, que tuvo el apoyo de Roger Peyrefitte y Jean Cocteau, enseguida fue censurada y prohibida a los menores. André Baudry fue juzgadp en 1955 por ultraje a las buenas costumbres, sin ser condenado. En 1960, tras la promulgación de la enmienda Mirguet que incluía la homosexualidad entre las «plagas sociales», se suprimieron los pequeños anuncios y las fotografías, por miedo a que fuese prohibida.
El número de abonados oscilaba entre los 1300 y los 10 000. Su abono permitía formar parte de la asociación Arcadie.
En 1975, André Baudry fue invitado a hablar en la televisión, en el programa «Les Dossiers de l'écran». Renombró la asociación Arcadie como «Mouvement homophile de France». En 1979 organizó a un gran congreso en el que participaron numerosos intelectuales simpatizantes, como Michel Foucault, Robert Merle o Paul Veyne.